# Meenakuntehalli, Pavagada
Meenakuntehalli là một làng thuộc tehsil Pavagada, huyện Tumkur, bang Karnataka, Ấn Độ.